# Couvent des Capucins de Château-Thierry
Pour les articles homonymes, voir Couvent des Capucins.
Le couvent des Capucins est un ancien couvent situé à Château-Thierry, en France.
Il forme le cœur historique du collège des capucins, qui deviendra collège et lycée Jean de La Fontaine de Château-Thierry, puis collège Jean Racine lorsque le lycée a été déplacé dans des bâtiments modernes sur les hauteurs de la ville.

## Localisation
Le couvent est situé sur la moitié ouest de l'ile formée par la Marne et la Fausse-Marne à Château-Thierry, dans le département de l'Aisne.

## Historique

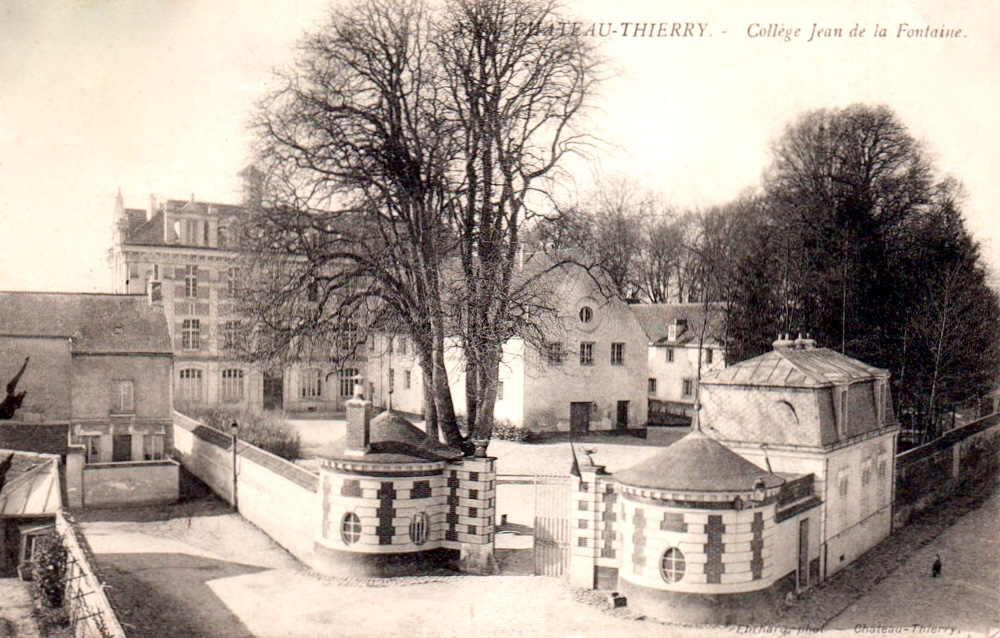
Le couvent des Capucins en 1910

Le 13 février 1790, l'Assemblée constituante prononce l'abolition des vœux monastiques et la suppression des congrégations religieuses, le couvent est vendu comme bien national à Louis Marie Marion Brillantais. Le 24 juillet 1797, Brillantais vend la moitié “indivise” du couvent à Pierre-Charles-Anselme Péchart, receveur particulier à Château-Thierry, puis le 25 novembre 1801, il vend l'autre moitié à Nicolas Goix. Louis Huvier rachète l’ensemble du couvent en 1802 et reconstitut ainsi l'ensemble. Le 27 octobre 1817, il revend les bâtiments à Jean-Baptiste Gouge.
En 1907, le collège La Fontaine est transféré dans l'ancien couvent des Capucins, comme collège d’abord (1er et 2e cycles avec école primaire) puis comme lycée jusqu’en 1974.
Pendant la Première Guerre mondiale, le collège La Fontaine accueille un hôpital militaire auxiliaire, HA n° 35, avec 130 lits géré par la Société de secours aux blessés militaires (SSBM).
Le monument est inscrit au titre des monuments historiques en 1988.

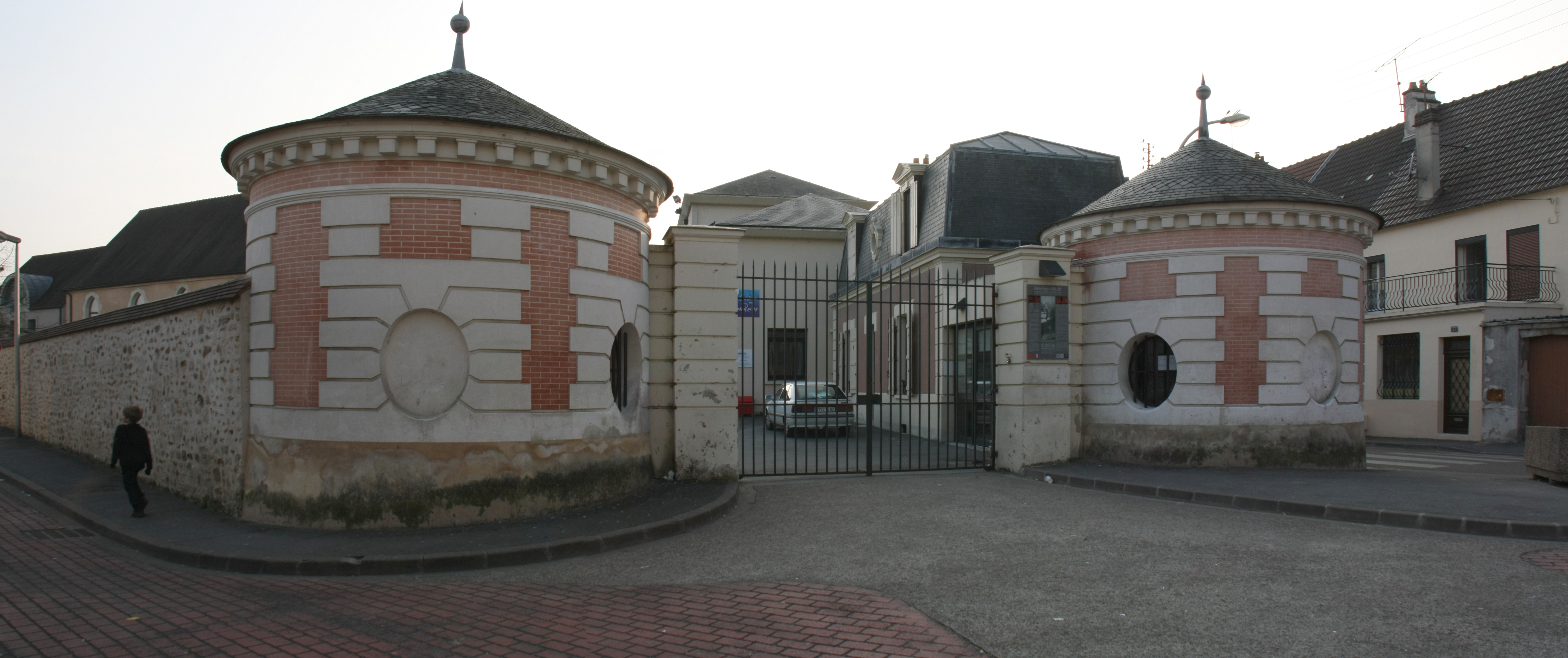